# گوله‌بات‌لی
گوله‌بات‌لی (به لاتین: Güləbatlı) یک منطقه مسکونی در جمهوری آذربایجان است که در شهرستان ترتر واقع شده است. گوله‌بات‌لی ۳۷۱ نفر جمعیت دارد.